# Çamlıdere-Talsperre
Die Çamlıdere-Talsperre (türkisch Çamlıdere Barajı) befindet sich in der Stadtgemeinde Çamlıdere, etwa 100 km nordwestlich der türkischen Hauptstadt Ankara in der gleichnamigen Provinz.
Die Çamlıdere-Talsperre wurde in den Jahren 1976–1987 zur Trinkwasserversorgung des Ballungsraums Ankara am Bayındır Çayı errichtet. 
Der Bayındır Çayı vereinigt sich 11 km südöstlich des Staudamms mit dem Bulak Çayı zum Kirmir Çayı, einem Zufluss des vom Sakarya durchflossenen Sarıyar-Stausees.
Das Absperrbauwerk ist ein 101,7 m hoher Steinschüttdamm.  
Das Dammvolumen beträgt 2,5 Mio. m³.   
Der Stausee bedeckt eine Fläche von 32,2 km². 
Das Speichervolumen liegt bei 1220 Mio. m³.
Die Çamlıdere-Talsperre sichert 70 % des Trinkwassers von Ankara.
Sie liefert im Jahr 142 Mio. m³ Trinkwasser.